# Thessalon
Thessalon es un pueblo canadiense situado en la provincia de Ontario.

## Superficie
Thessalon tiene una superficie de 4,38 km².

## Demografía
En 2021, tenía 1260 habitantes, una densidad poblacional de 287,5 hab./km², y 600 viviendas.